# VCL
VCL (Visual Component Library) sau Biblioteca de Componente Vizuale este scheletul folosit pentru construirea de aplicații Microsoft Windows, oferit de Borland pentru utilizarea în mediile integrate de programare (IDE) Delphi și C++ Builder. Este scris în Object Pascal.
Echivalentul acestei biblioteci pentru alte platforme se numește CLX (Component Library for Cross Platform) și a fost construit pentru folosirea acesteia în Delphi, C++ Builder și Kylix.
Cu o abordare orientată spre obiecte, toate obiectele incluse în VCL moștenesc direct sau indirect clasa TObject. Aceasta este necesară pentru că Delphi nu suportă moștenire multiplă, spre deosebire de C++. Abordarea folosită în VCL este ușor de utilizat pentru ca a fost folosită de Smalltalk, primul limbaj de programare cu adevărat orientat spre obiecte. Aceasta apropie Delphi de Java, care la fel folosește o clasă de bază numită Object.